# 蒲生忠知
蒲生 忠知（がもう ただとも）は、江戸時代前期の大名。出羽国上山藩主、後に伊予国松山藩主。諱は「ただちか」とも。

## 生涯
慶長9年（1604年）、陸奥会津藩主・蒲生秀行の次男として生まれ、家臣・蒲生郷治によって養育される。異父弟に浅野光晟がいる。
慶長17年（1612年）、松平姓を与えられる。
慶長18年（1613年）頃に元服する。三春城に置かれた（『氏郷記』）とも、津川城に置かれた（『会津旧事雑考』）とも伝えられている。元和9年（1623年）7月、従四位下に叙される（『氏郷記』・『御当家紀年録』）。
寛永3年（1626年）、出羽上山藩4万石の藩主となる。この時、守役であった蒲生郷治は上山について行くことが出来ない自分の代わりに一緒に忠知を見守ってきた自分の家臣団を忠知に差し出したという（『氏郷記』）。
寛永4年（1627年）、兄の会津藩主・忠郷が嗣子なくして早世したため、本来ならば蒲生氏は断絶するところ、母・正清院が徳川家康の娘であることから、江戸幕府の計らいにより忠知の家督相続が許された。ただし、会津60万石から伊予松山24万石に減移封されている。
寛永5年（1628年）7月5日、磐城平藩主・内藤政長の娘（正寿院）と結婚をする。内藤氏は忠知より11歳も年下であったが、祝宴は3日間にわたって行われ、最終日の7日には大御所徳川秀忠・将軍徳川家光が揃って親族として参加したと伝えられる（細川忠興の書状より）。ただし、内藤政長の娘の1人は既に蒲生家の重臣である蒲生郷喜に嫁いでおり、その後の重臣間の対立の一因になったとする見方もある。
信心深かった正室の影響か、治世は良好で（暴君伝説も伝わるが、定型のものである）、寺院の建築、移築を行うなどの治績を残している。また、居城である松山城の完成に特に力を注ぎ、二之丸を整備したと伝わる。また、天守閣が建てられたのも忠知の時代と言われている。
寛永7年（1630年）、再び勃発した重臣の抗争を裁いた。家中最大の知行を持ち、なおかつ忠知の義兄となった蒲生郷喜とその弟である仕置（家老）蒲生郷舎に対し、郷舎以外の3名の仕置（福西宗長・岡清長・志賀清就）と郷喜に次ぐ知行持ちであった関元吉（一利）が結んで、忠知と幕府に郷喜兄弟を告発したのである。最終的に寛永9年（1632年）に将軍・家光御前での対決を経て裁決が下されたが、仕置4名全員が召し放ち（福西は伊豆大島に遠島）、それに次ぐ大与頭3名も蒲生郷喜が蟄居、関元吉が追放されたために、父貞右から家督を継いだばかりであった稲田貞清しか残らない状況となり、忠知本人は処分を受けなかったとは言え、政治的には大きな打撃を受けた（寛永蒲生騒動）。
寛永8年（1631年）頃、嫡男の鶴松が生まれる。同年9月2日に継父にあたる浅野長晟が、義理の娘である崇法院（忠知の姉・加藤忠広の正室）に充てて自分も忠知の嫡男誕生を喜んでいるとする趣旨の書状を出していることから、その直前に誕生したと考えられる。忠知の幼名を名乗り、蒲生家中の文書でも嫡男として遇されていることから、正室の内藤氏が母と推測される。父である忠知もこれを喜び、事あるたびに鶴松に贈り物をしていることが確認できる。しかし、寛永10年9月を最後にそれが絶えており、それから間もなく（恐らく3歳で）病死したと考えられている。
寛永11年（1634年）、7月の将軍家光の上洛の準備のために京都に入り、閏7月に一連の行事が終わって幕府の許可を得て松山へ帰国をしようとした矢先に病に倒れ、8月に藩邸で急死した。享年31。死因は不明だが、兄・忠郷と同じく疱瘡が原因ともいわれる。
忠知が死去した当時、正室の内藤氏（正寿院）が懐妊していたため、江戸幕府は正寿院の出産を待ってから松山藩の取り扱いを決めることにしたが、生まれたのは娘であったため、嗣子がいないことを理由に松山藩は改易された。ただし、幕府では蒲生氏郷の名声や忠知が家康の外孫であることを考慮して、将来的には婿を迎えて蒲生氏の再興を認めることも検討されていたと伝えられている（『蒲生古蹟考』）が、その娘も寛永13年8月9日に3歳で急死したため蒲生氏は断絶した。内藤氏（正寿院）は元禄13年（1700年）6月に85歳で死去したと伝えられている（『断家譜』）。
伊予円福寺に肖像が伝わる。

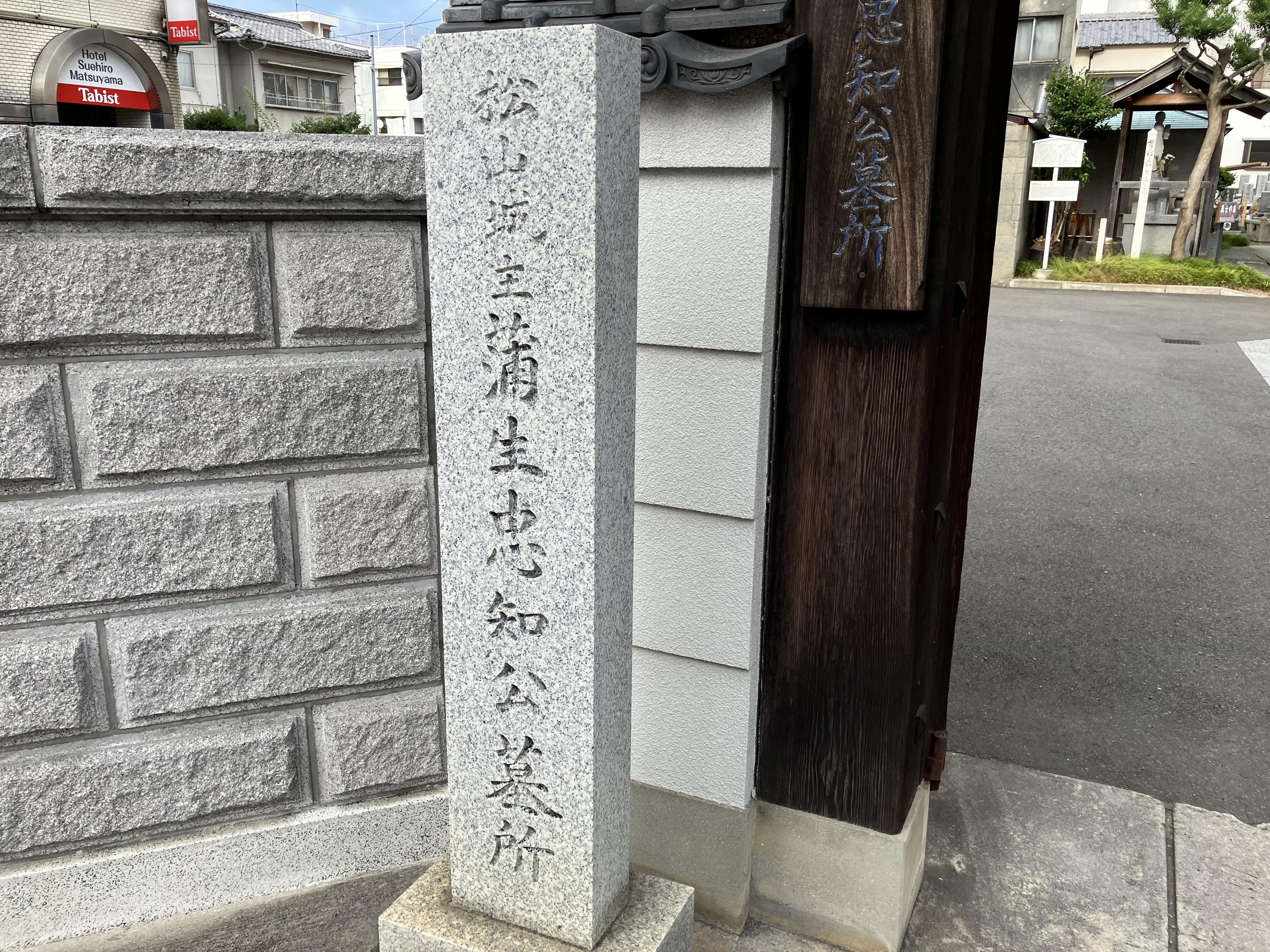
忠知墓所の碑（2025年7月）

## 備考
蒲生氏郷の没後、蒲生家では家臣同士の対立による御家騒動が頻発していたが、忠知の時代も例外では無かった。細川忠興は領国に充てた書状において蒲生家は秀行の時代から家中の仕置が悪い（寛永8年2月の書状）と批評し、特に忠知のことを「人間のぶるい（部類）と見え申さず候事」（寛永9年8月5日付書状）と酷評している。また、忠知の時代の蒲生氏は以前からの家臣団の対立に加えて、氏郷以前からの譜代の家臣、氏郷の会津移封以降の家臣、忠知が上山藩を与えられた時に召し抱えた家臣、姉の嫁ぎ先である熊本藩加藤家（加藤清正の系統）の改易後に幕府の依頼で引き取った家臣など様々な出自を持つ家臣が混在し、更に会津藩と上山藩合わせて64万石から松山藩24万石に縮小したことが家中の更なる不安定要因になったとも言える。
一方で、同時期に行われた幕府隠密による調査では、家臣の横暴を抑制して農民の負担の軽減を図っており、民の評判も悪くは無いと伝えている。

### 蒲生忠知にまつわる怪奇話

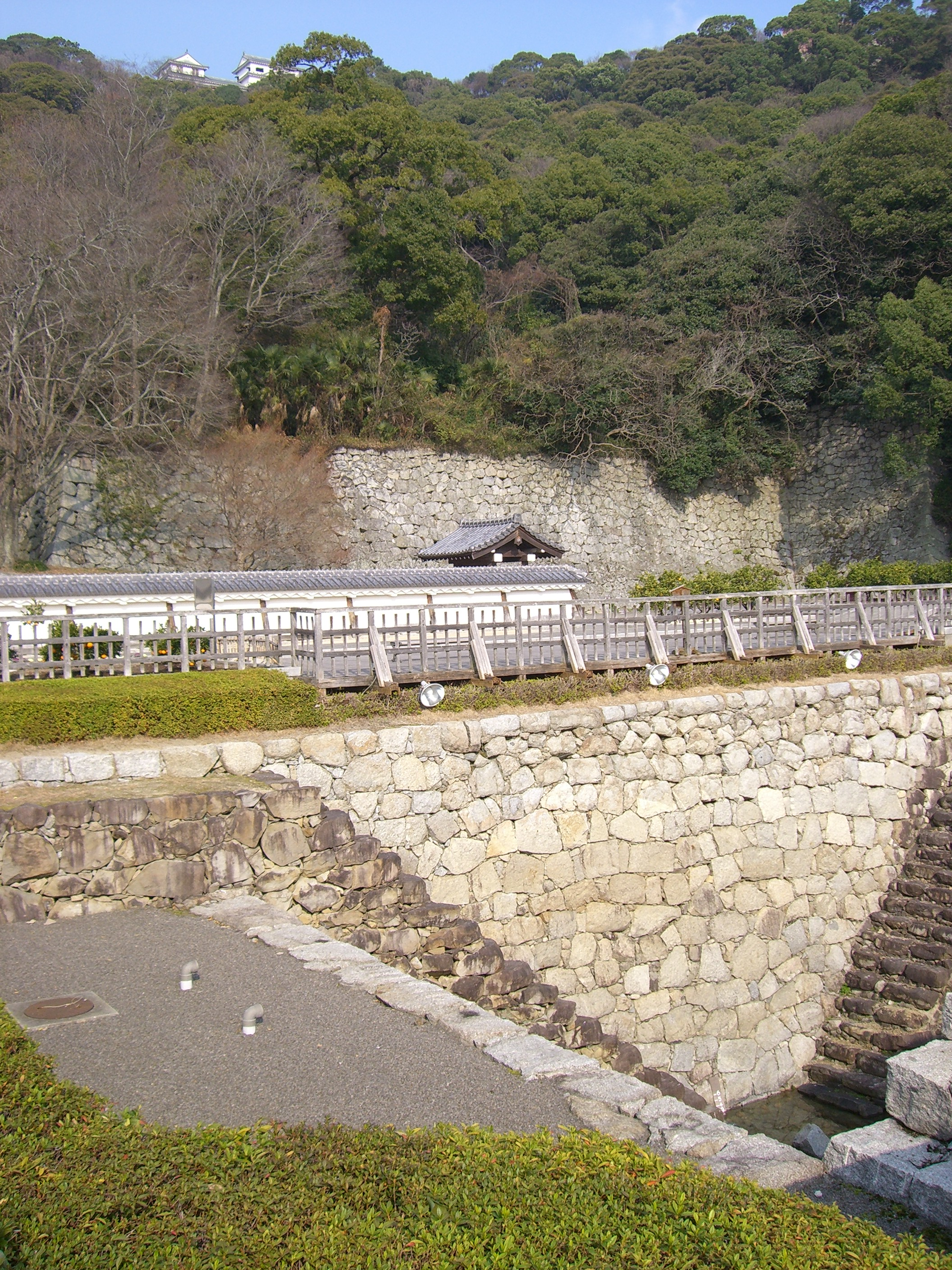
松山城二之丸史跡庭園大井戸（愛媛県）

忠知の死により近江蒲生氏の系統は断絶したが、これは祟りが遠因となったという巷説がある。
忠知が藩主の座を継いで以降、世継ぎの男子が生まれないまま時を重ねていたが、やがて藩内の妊婦に憎悪を向けることとなり、妊婦を捕まえては腹を割き、母子共々殺害するという惨劇を繰り返していたという。非業の死を遂げた妊婦の怨念により、蒲生家は断絶に至ったと伝えられ、その証拠として松山城には「まな板石」なる物が残され、城址公園となった今でもすすり泣く声が聞こえるという（ただし、姫路城の「御菊井戸」など、城郭にはこの手の話がついてまわることは考慮せねばなるまい）。

## 系譜
- 父：蒲生秀行（1583-1612）
- 母：正清院（1580-1617） - 振姫、徳川家康の三女
- 正室：内藤政長の七女
- 子女：なし